# Биен Хоа
Биен Хоа (на виетнамски: Biên Hòa) e град във Виетнам. Населението му е 652 646 жители (по данни от 2009 г.), а площта 268 кв. км. Намира се на 32 км източно от град Хошимин и е негово предградие. В града се намира голямо военно гробище от времето на Южен Виетнам.